# 태풍 제비 (2018년)
태풍 제비(JEBI)는 2018년 발생한 제21호 태풍이다. 제비는 대한민국에서 제출한 이름으로 제비를 의미한다. 일본 긴키 지방을 중심으로 큰 피해를 냈다. 8월에 21번째 태풍이 발생한 것은 1971년 이후 47년 만이며, 태풍이 발생한 날짜로는 1971년에 이어 관측 사상 두번째로 빠르다.

## 개요

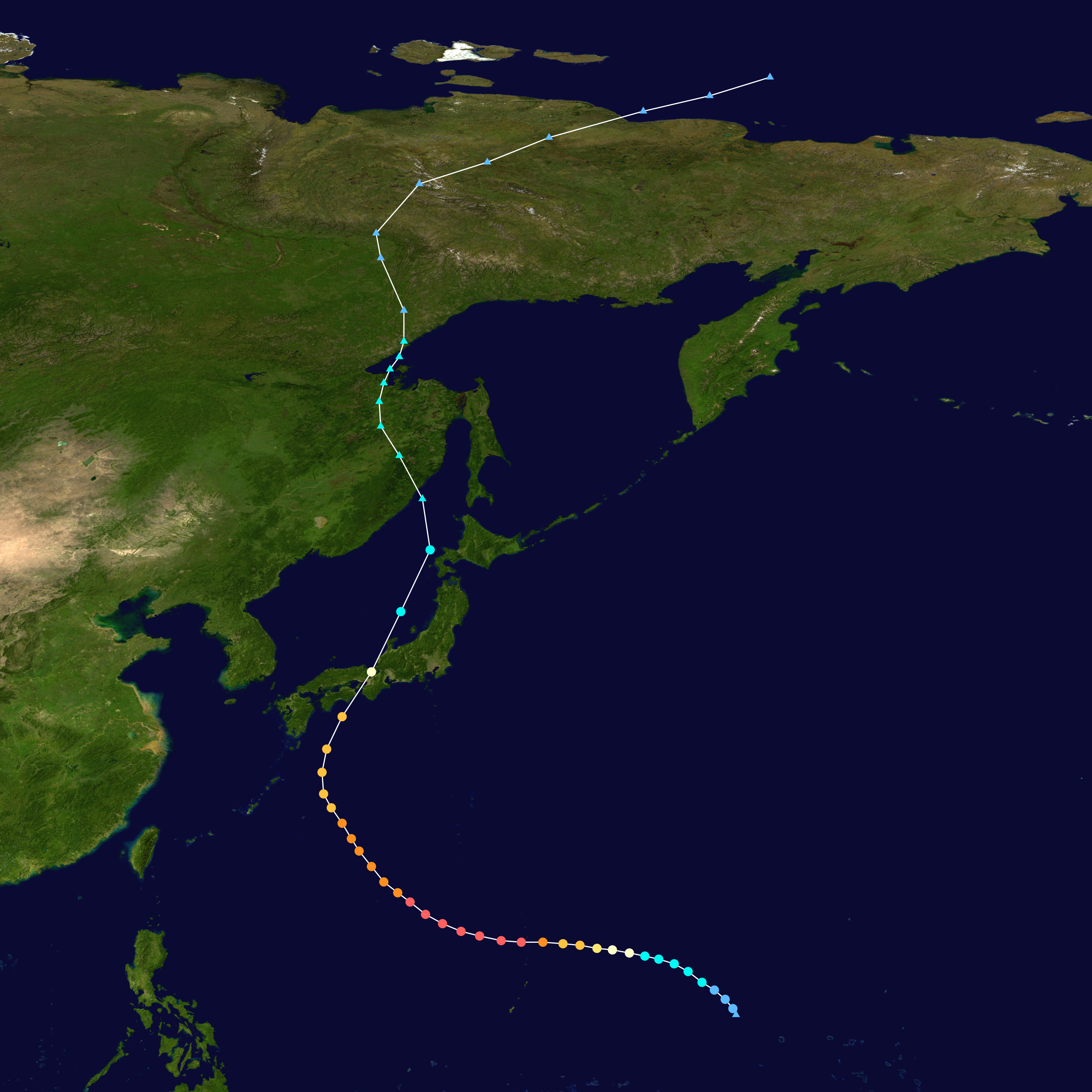
태풍 제비의 이동 경로

8월 28일 오전 9시에 중심기압 1004hPa, 최대풍속 18m/s, 강풍 반경 170km(동쪽 반경), 크기 '소형'의 열대폭풍으로 미국 괌 동쪽 약 1,340km 부근 해상에서 발생하였다.(일본 기상청 태풍정보 속보치 기준) 발생 이후 서진하며 급발달해서, 일본 기상청 기준으로는 8월 31일 오전 9시에 미국 괌 북쪽 약 490km 부근 해상에서 중심기압 915hPa, 최대풍속 55m/s, 강풍 반경 330km(북쪽 반경)의 세력 '맹렬한', 크기 '중형'(일본 기상청 태풍정보 속보치 기준)의 태풍으로 최성기를 맞이하였다. 한국 기상청 기준으로는 9월 1일 오전 9시에 미국 괌 북서쪽 약 900km 부근 해상에서 중심기압 910hPa, 최대풍속 56m/s, 강풍 반경 340km(북동쪽 반경)의 세력 '초강력', 크기 '중형'의 태풍으로 최성기를 맞이하였다.
최성기 이후 서서히 약화되어 가면서 9월 3일 밤에 일본 가고시마현 남동쪽 해상에서 북동진으로 전향하였고, 빠른 속도로 북북동진하면서 9월 4일 12시에 중심기압 950hPa, 최대풍속 44m/s의 세력(일본 기상청 태풍정보 속보치 기준)으로 일본 시코쿠 도쿠시마현 해안에 상륙하였다. 일본 시코쿠 상륙 이후 빠른 속도로 북북동진하며 동해상에 진출한 뒤 온대저기압화가 진행되어서 9월 5일 오전 9시에 러시아 사할린 남서쪽 약 460km 부근 해상에서 중심기압 974hPa의 온대저기압으로 변질되었다.(한국 기상청 기준으로는 975hPa) 태풍 제비로 인해 일본 오사카부 간사이 국제공항에서 9월 4일 오후 1시 38분에 순간최대풍속 58.1m/s를 기록하였다. 일본 와카야마현 와카야마시에서 9월 4일 오후 1시 19분에 순간최대풍속 57.4m/s를 기록하였다.

## 피해
2018년 9월 5일 6시 15분 현재, 일본 소방청이 집계한 바에 따르면, 사망 11명, 중상 27명, 경상 422명 등의 인명 피해가 났으며, 주택도 전파 1채, 반파 3채 등 천여 채가 피해를 입었다.
- 오사카부에서는 표류한 유조선의 충돌로 간사이 국제공항 연락교 일부가 파손되었다. 한편 간사이 공항역~린쿠타운역구간이 운행중지 되었다. 사카이시에서는 추락으로 1명이 사망했다.
- 교토부에서는 JR 교토 역 중앙 개찰구 부근에서 역 건물의 천장 유리가 파손되어 3명이 부상당했다.
- 시가현에서는 창고 붕괴로 1명이 숨지고 2명이 부상했다.
- 간토 지방에서는 도쿄도, 사이타마현, 도치기현 등에서 9명이 부상당했다. 하치오지시에서는 낙하물에 깔려 4명이 부상당했다.

## 관련 내용
- 홋카이도 이부리 동부 지진
- 간사이 국제공항
- 간사이 공항역
- 무로토 태풍
- 태풍 베라 (1959년)
- 태풍 낸시 (1961년)
- 태풍 하기비스 (2019년)